# Ryder Cup 2004
Der 35. Ryder Cup wurde vom 14. bis 19. September 2004 auf dem Oakland Hills Country Club in Bloomfield Township, Michigan ausgetragen. Als Sieger ging Europa hervor.
Der Oakland Hills Club wurde bereits 1918 eröffnet und war Austragungsort mehrerer Major-Turniere. Seit 1951 (US Open Sieg durch Ben Hogan) trägt der Platz den Spitznamen The Monster. Der Ryder Cup wird auf dem South Course (Par 70) ausgespielt, der sich durch extrem schwierige Grüns auszeichnet.

## Die Teams
| Team Europa               |       |
| Name                      | Alter |
| Bernhard Langer (Kapitän) | 47    |
| Paul Casey                | 27    |
| Darren Clarke             | 36    |
| Luke Donald               | 26    |
| Sergio García             | 24    |
| Pádraig Harrington        | 33    |
| David Howell              | 29    |
| Miguel Angel Jiménez      | 40    |
| Thomas Levet              | 36    |
| Paul McGinley             | 37    |
| Colin Montgomerie         | 41    |
| Ian Poulter               | 28    |
| Lee Westwood              | 31    |

| Team USA             |       |
| Name                 | Alter |
| Hal Sutton (Kapitän) | 46    |
| Tiger Woods          | 28    |
| Phil Mickelson       | 34    |
| Davis Love III       | 40    |
| Jim Furyk            | 34    |
| Kenny Perry          | 44    |
| David Toms           | 37    |
| Chad Campbell        | 30    |
| Chris DiMarco        | 36    |
| Fred Funk            | 48    |
| Chris Riley          | 30    |
| Jay Haas             | 50    |
| Stewart Cink         | 31    |

## Ergebnis
Europa gewinnt mit 18,5 zu 9,5 Punkten.

### Freitag
- Four-Balls (Bestball)
  - Mickelson / Woods - Montgomerie / Harrington (2&1)
  - Love / Campbell - Clarke / Jiménez (5&4)
  - Riley / Cink - McGinley /Donald (geteilt)
  - Toms / Furyk - Garcia / Westwood (5&3)
- Foursomes (klassischer Vierer)
  - DiMarco / Haas - Jiménez / Levet (3&2)
  - Love / Funk - Montgomerie / Harrington (4&2)
  - Mickelson / Woods - Clarke / Westwood (1 auf)
  - Perry / Cink - Garcia / Donald (2&1)

### Samstag
- Four-Balls
  - Haas / DiMarco - Garcia / Westwood (geteilt)
  - Woods / Riley - Clarke / Poulter (4&3)
  - Furyk / Campbell - Casey / Howell (1 auf)
  - Cink / Love - Montgomerie / Harrington (3&2)
- Foursomes
  - Haas / DiMarco - Clarke / Westwood (5&4)
  - Mickelson / Toms - Jiménez / Levet (4&3)
  - Furyk / Funk - Garcia / Donald (1 auf)
  - Love / Woods - Harrington / McGinley (4&3)

### Sonntag
- Singles (Einzel-Lochspiel)
  - Woods - Casey (3&2)
  - Mickelson - Garcia (3&2)
  - Love - Clarke (geteilt)
  - Furyk - Howell (6&4)
  - Perry - Westwood (1 auf)
  - Toms - Montgomerie (1 auf)
  - Campbell - Donald (5&3)
  - DiMarco - Jiménez (1 auf)
  - Funk - Levet (1 auf)
  - Riley - Poulter (3&2)
  - Haas - Harrington (1 auf)
  - Cink - McGinley (3&2)